# Рибалко Михайло Вікторович
Михайло Вікторович Рибалко (рос. Михаил Викторович Рыбалко; 16 вересня 1986, м. Москва, СРСР) — російський хокеїст, захисник. Виступає за «Єрмак» (Ангарськ) у Вищій хокейній лізі.
Вихованець хокейної школи «Крила Рад» (Москва). Виступав за «Капітан» (Ступіно), «Лада» (Тольятті), МХК «Крила», ХК «Липецьк».
Протягом 2021—2022 років грав за київський Сокіл.

## Родина
- Брат — Максим Рибалко.